# Het Geheime Leven van 4-jarigen
Het Geheime Leven van 4-jarigen is een Nederlands televisieprogramma dat door de Evangelische Omroep wordt uitgezonden op NPO 1. In dit programma wordt de leefwereld van vierjarigen geobserveerd. 
Het Geheime Leven van 4-jarigen is de Nederlandse tegenhanger van het Britse The Secret Life Of 4 Year Olds, dat daar op Channel 4 wordt uitgezonden.